# لن گراهام
لن گراهام (انگلیسی: Len Graham؛ ۱۷ اکتبر ۱۹۲۵ – ۳۰ سپتامبر ۲۰۰۷) بازیکن فوتبال اهل ایرلند شمالی بود.
از باشگاه‌هایی که در آن بازی کرده‌است می‌توان به باشگاه فوتبال تورکی یونایتد و باشگاه فوتبال دونکستر راورز اشاره کرد. وی در فهرست تیم ملی فوتبال ایرلند شمالی در جام جهانی فوتبال ۱۹۵۸ قرار داشت اما به کشور سوئد سفر نکرد.